# Palar
Palar (o Kshiranadi, el "riu de llet") és un riu del sud de l'Índia a Tamil Nadu, considerat amb origen a Nandidroog, al districte de Kolar a l'estat de Karnataka. Des de Kaivara gira al sud-est i entra al districte de Vellore, baixa pels Ghats, segueix cap al districte de Tiruvannamalai i finalment el districte de Kanchipuram en el que arriba a la mar, desaiguant a la badia de Bengala prop de Sadras. La conca és de 2.683 km². El seu curs és de 360 km.
Els principals afluents són el Ponne i el Cheyyar. A la seva riba hi ha diverses ciutats entre les quals Vaniyambadi, Vellore, Arcot i Chingleput.